# Peter Hilse
Peter Hilse (né le 8 mai 1962 à Fribourg-en-Brisgau) est un coureur cycliste allemand. Professionnel de 1985 à 1992, il a notamment remporté une étape du Tour d'Espagne 1989 et été champion d'Allemagne sur route en 1987.

## Palmarès

### Palmarès amateur
- 1983
  - Rund um Düren
  - Une étape du Tour de Rhénanie-Palatinat
  - 3e de la Flèche du Sud
  - 3e du Tour de Rhénanie-Palatinat
  - 3e de Cologne-Schuld-Frechen
- 1984
  - 2e du GP Tell
  - 2e de Cologne-Schuld-Frechen

### Palmarès professionnel
| - 1985 - 3e du Tour des vallées minières - 3e du championnat d'Allemagne sur route - 3e du GP Caboalles de Abajo - 1986 - GP Camp de Morvedre - 3e et 5eb (contre-la-montre) étapes du Tour d'Andalousie - Barcelone-Andorre - Prueba Villafranca de Ordizia - 2e du championnat d'Allemagne sur route - 3e de la Klasika Primavera - 1987 - Champion d'Allemagne sur route - 3e étape de la Semaine catalane - GP Deutsche Weinstrasse - Subida al Naranco - 2e de la Semaine catalane - 1988 - 1re étape du Grand Prix Torres Vedras - 2e du GP Camp de Morvedre - 2e de la Klasika Primavera - 7e de Paris-Nice | - 1989 - GP Camp de Morvedre - 16e étape du Tour d'Espagne - Subida al Naranco - GP Diputación de Toledo - 2e du Coca-Cola Trophy - 2e du championnat d'Allemagne sur route - 2e du Trophée Castille-et-León - 3e du Tour d'Andalousie - 1990 - Tour de Cantabrie - 3e étape du Tour de Burgos - 1991 - 9e étape du Tour du Táchira - 4e étape du Tour d'Andalousie - 2e du Trofeo Comunidad Foral de Navarra - 3e du Tour de la Communauté valencienne |

## Résultats sur les grands tours

### Tour de France
1 participation
- 1987 : 106e

### Tour d'Espagne
6 participations
- 1986 : abandon (12e étape)
- 1987 : hors délais (7e étape)
- 1988 : 46e
- 1989 : 39e, vainqueur de la 16e étape
- 1990 : 66e
- 1991 : 81e

### Tour d'Italie
1 participation
- 1992 : hors délais (5e étape)

## Distinctions
- Cycliste allemand de l'année : 1982 et 1983